# Joachimsthal (Brandeburgo)
Joachimsthal es un municipio del distrito de Barnim, en Brandeburgo (Alemania).

## Referencias

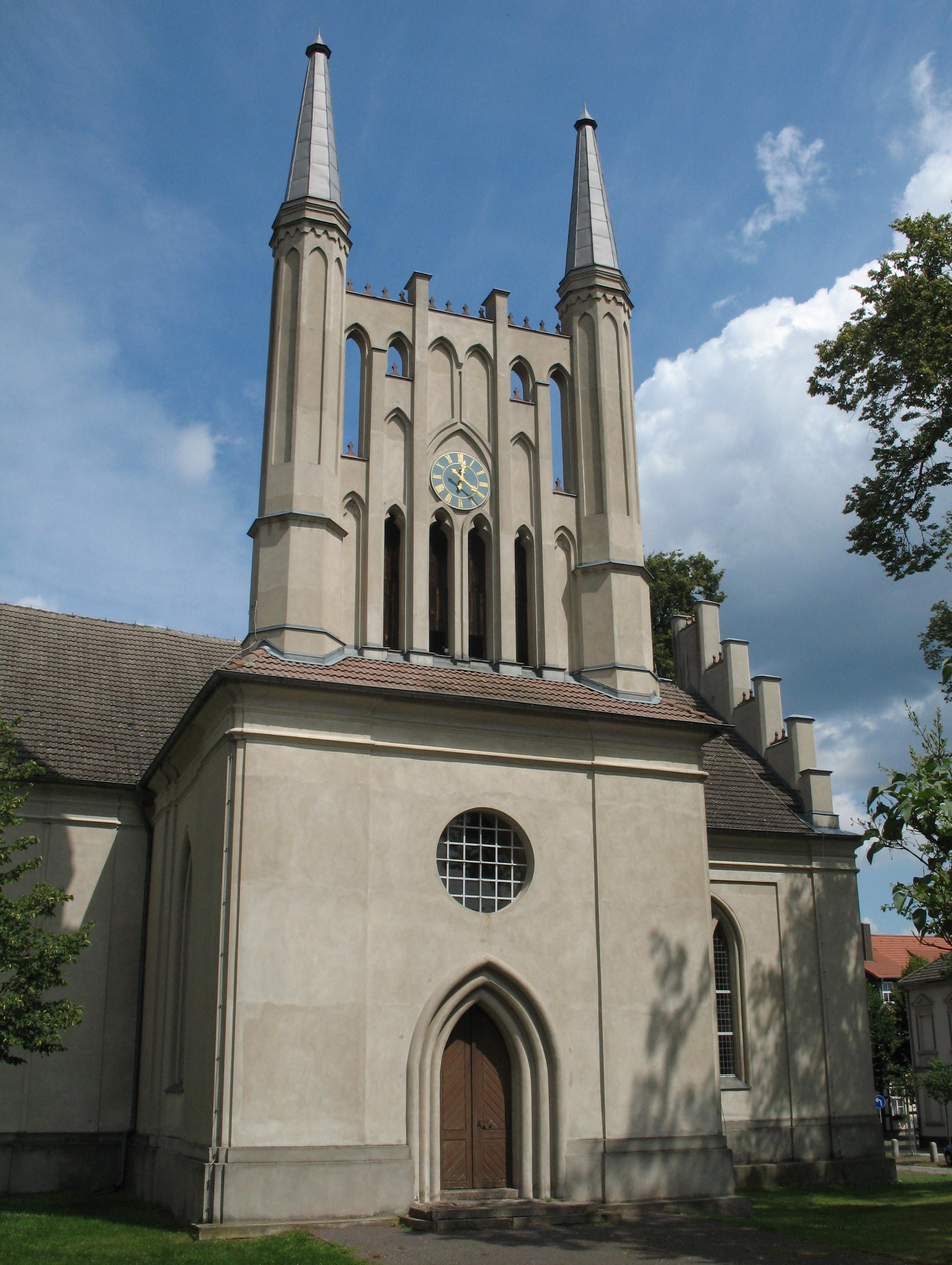
Iglesia.